# Tiranty
Tiranty, aussi connu sous le nom Spécialités Tiranty, est un ancien vendeur et importateur d'appareils photographiques. Il en fera fabriquer de nombreux sous licence.

## Histoire
Le créateur, Philippe Tiranty a quitté Nice où il possédait déjà un commerce photographique place Masséna pour Paris où il crée "Photo Comptoir" 91 rue La Fayette.

### Coronet

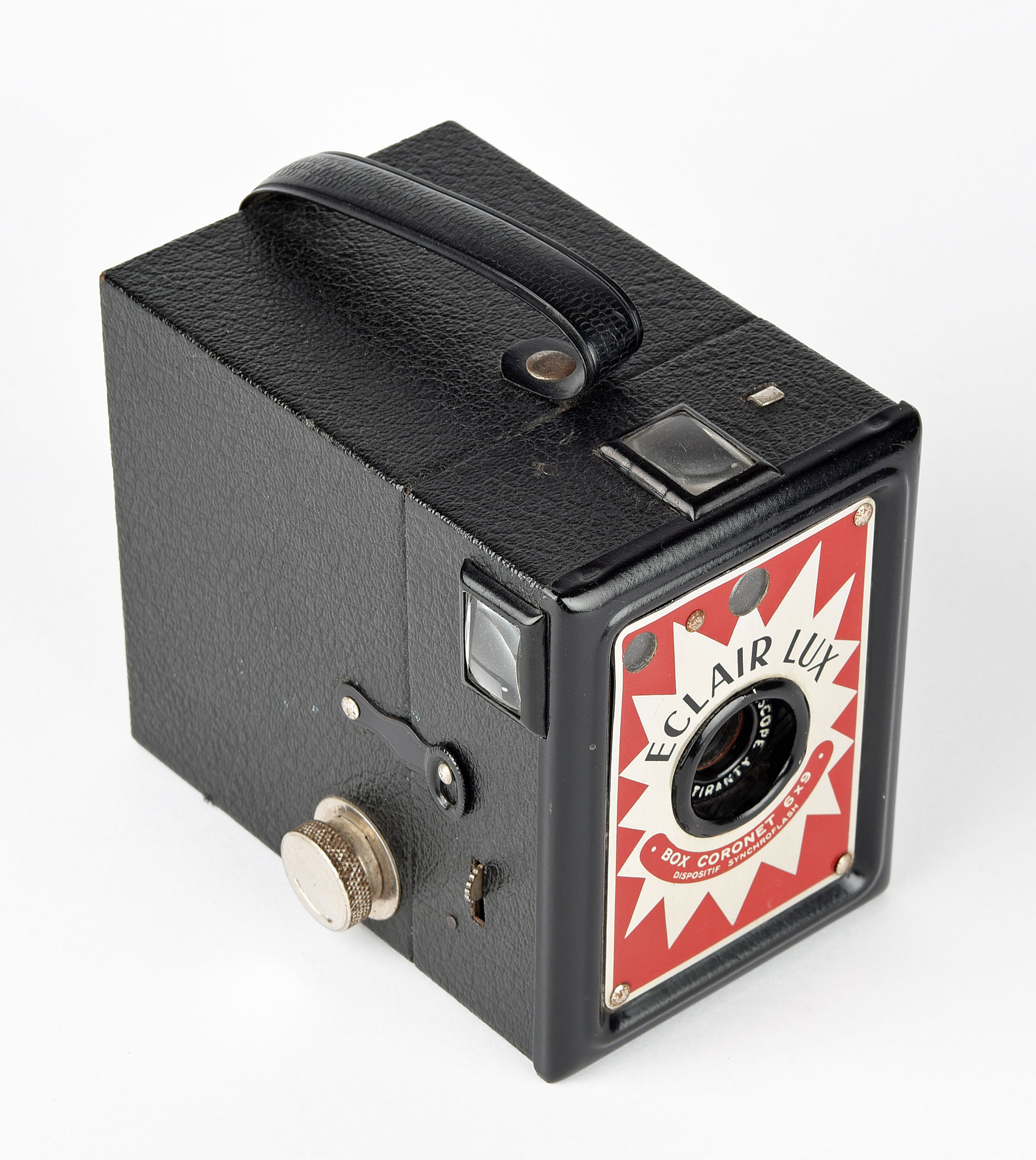
Coronet Eclair Lux

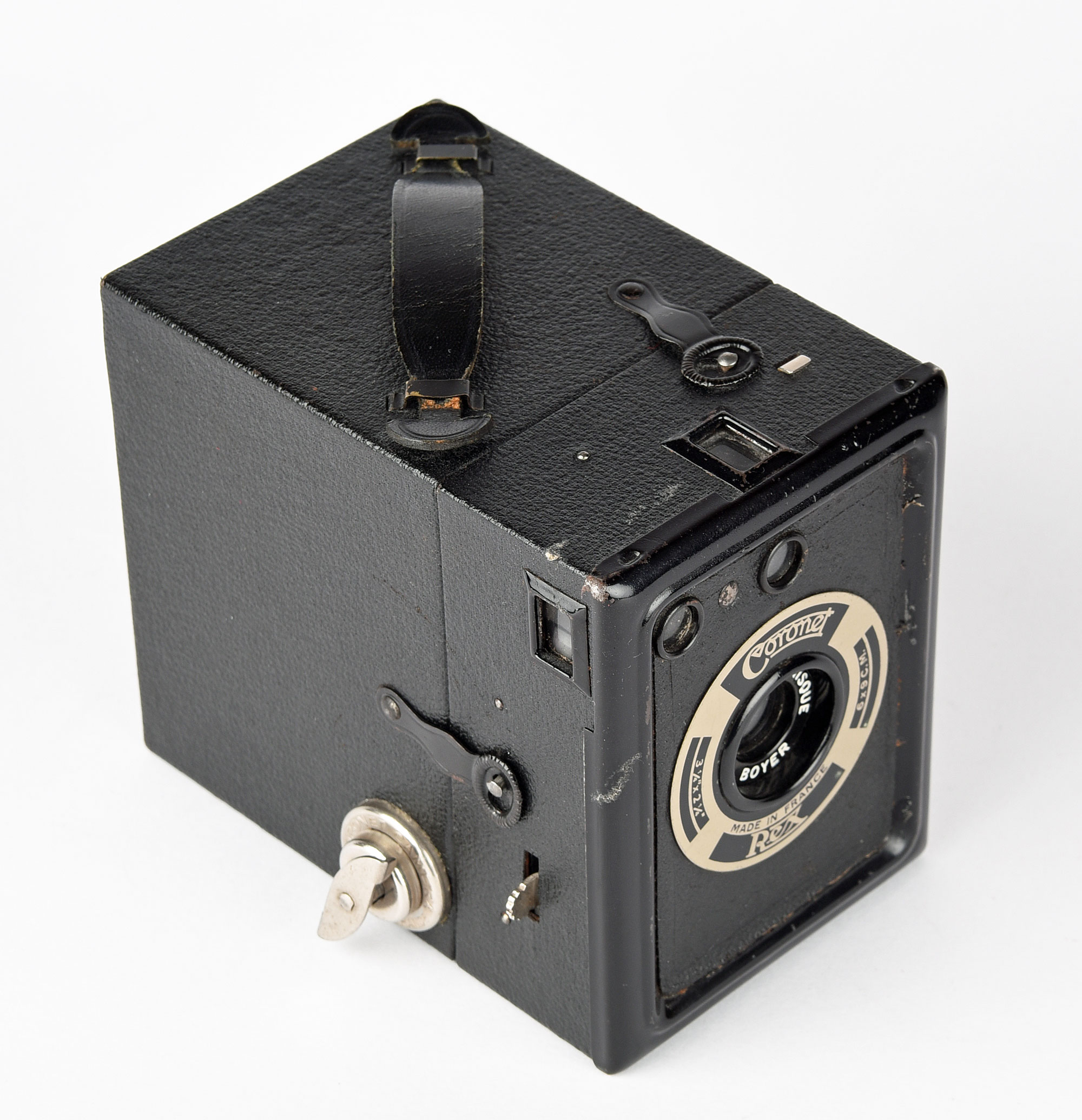
Coronet Rex

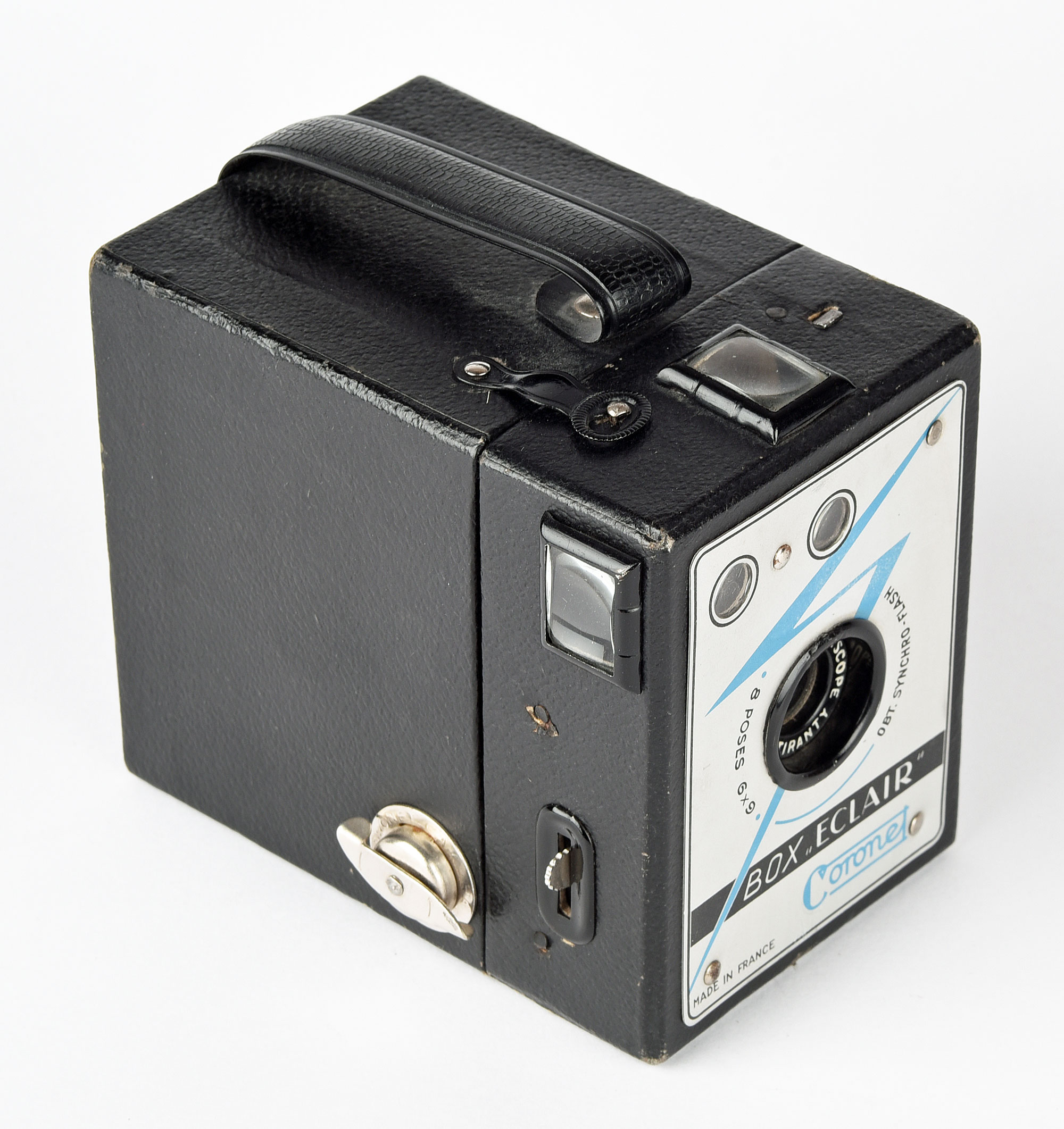
Coronet Eclair

Tiranty importe en France depuis 1933 la production de la marque anglaise Coronet. Vers 1936 il monte sous licence des box et des appareils pliants à soufflet pour échapper aux taxes sur les importations. Les appareils sont reconnaissables au "Made in France" ou à des indications en français sur l'appareil. Le gros de la production est constitué de box pour débutants mais on trouve aussi des appareils à soufflet,,. En dehors des productions sous licence, Tiranty se fait livrer des ébauches d'appareils pliants Lumirex par la Société Lumière sur lesquels il monte des objectifs maison de 105 mm de focale et ouvrant à 1:4.5. Ces objectifs "Transpar" donnent leur nom à l'appareil.

### Leica
Photo comptoir représente plusieurs marques Ihagee, Gluntz, Ebner et Coronet. Vers 1930 le commercial de Leica, Henri Dumur est à la recherche d'un importateur mais peu de personnes sont prêtes à miser sur un appareil aussi en rupture avec le marché. Il finit par contacter Philippe Tiranty qui est intéressé mais n'est pas assez disponible et ne dispose pas d'un financement suffisant. Son jeune comptable Julien Letellier le pousse à créer une société pour importer le Leica et se charge même de trouver le financement grâce à son carnet d'adresses et la "société des spécialités Tiranty" voit le jour. Julien Letellier en devient le directeur commercial. Le Leica est très loin de se vendre tout seul mais à force d'expositions des œuvres de Paul Wolff, de création d'un "24 x 36 club de Paris" officiellement indépendant mais "noyauté" par Tiranty voire de la création (en mars 1934) de la "Revue Leica" les ventes démarrent.
Après la Seconde Guerre mondiale les importations de matériel photographiques sont gelées et pour contourner ce blocage protectionniste Tiranty s'associe avec la maison Saaroptiko de Saint-Ingbert en Sarre alors occupée par l'armée française. Après quelques productions d’accessoires et d'activités de remise à niveau d'anciens Leica, Saaroptik reçoit des composants de la maison mère pour monter environ 400 Leica IIIa qui reçoivent, sous le marquage "Germany", un autre marquage "Monté en Sarre". Si cette opération permet d'importer quelques centaines de Leica certains clients les ont boudé comme n'étant pas de "vrais" Leica. Les collectionneurs n'ont pas ces réserves et les "Leica montés en Sarre" sont très recherchés et sont côtés dix fois plus que les appareils identiques "Made in Germany",.

#### Corvette et ST280

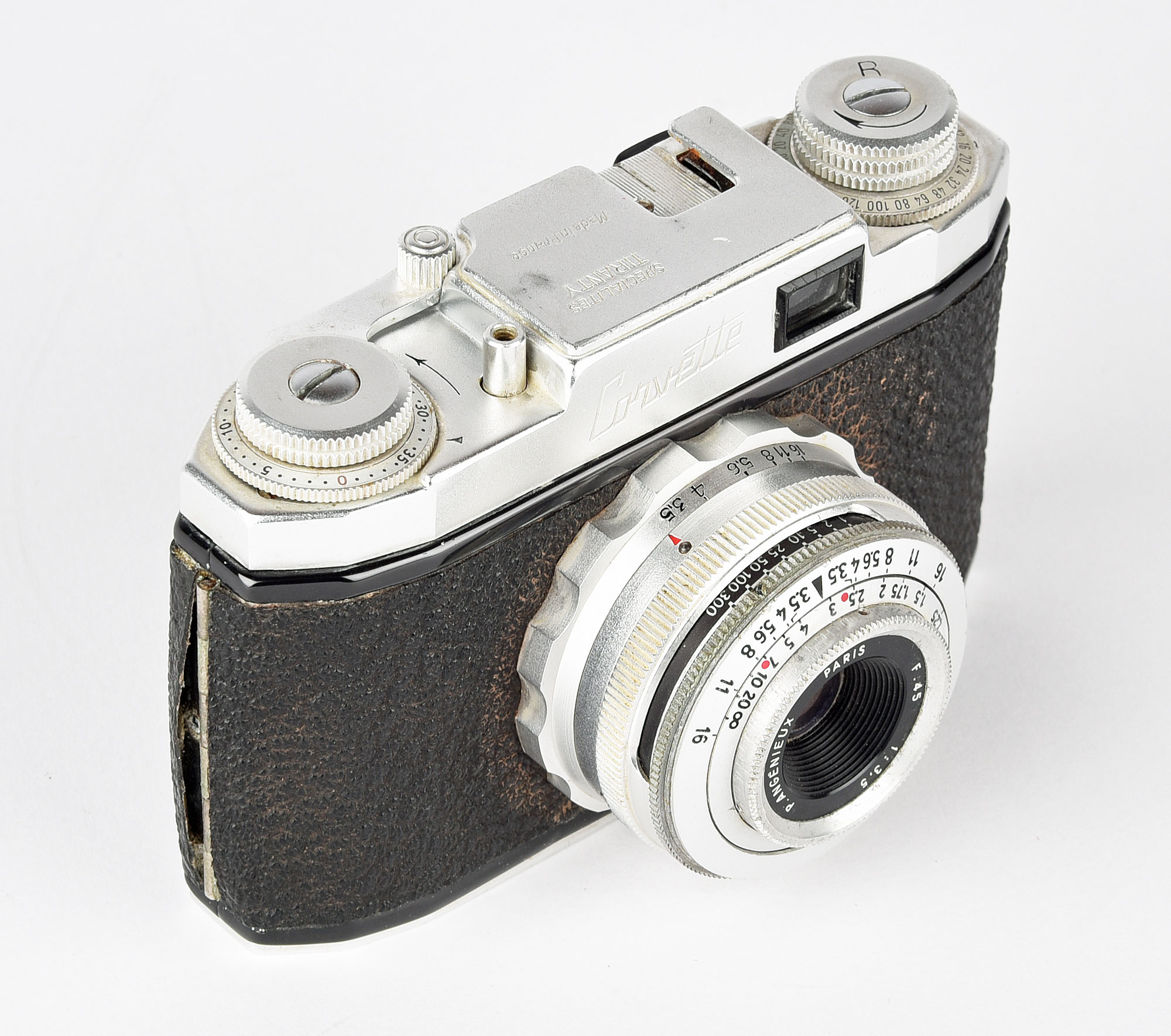
Tiranty Corvette

Toujours pour contourner le protectionnisme d'après guerre Tiranty importe des boitiers sans obturateur ni objectif fournis par la marque allemande Regula-werke qui sont complétés par Angénieux. Le "Corvette" plutôt bas de gamme reçoit un obturateur Atoms Atos 2 de la seconde au 1/300 de seconde et un objectif Angénieux de 45 mm de focale ouvert à 1:3,5. Le "ST280" plus perfectionné puisqu'il s'agit d'un télémétrique s'il reçoit probablement le même obturateur est muni d'un objectif plus lumineux ouvrant à 1:2,8,.

## Collection
Les "Leicas montés en Sarre" sont les appareils les plus rares et les plus côtés des productions Tiranty. Les Corvette et ST 280 s'ils sont plutôt rares ne sont guère cotés malgré leurs objectifs Angénieux, en ce qui concerne les Coronet ce sont globalement des appareils basiques produits en bien trop grande quantité pour être recherchés. On peut faire une petite exception pour le box "Éclair Lux" dont la façade éclatante attire comme élément de décoration,.